# Herngöl
Herngöl är en sjö i Kinda kommun i Östergötland och ingår i Motala ströms huvudavrinningsområde. Sjöns area är 0,043 kvadratkilometer och den är belägen 152,1 meter över havet.